# Korolevo
Korolevo (en ucraniano: Королево) es un pueblo ucraniano perteneciente al óblast de Transcarpacia. Situado en el oeste del país, forma parte del raión de Bérejove y centro del municipio (hromada) homónimo.

## Toponimia
El lugar también se conoce con un nombre similar en otros idiomas de importancia local (en rusino: Королево; en ruso: Королёво, romanizado: Koroliovo; en eslovaco: Kráľovec nad Tisou). En otros idiomas el nombre es distinto (en húngaro: Királyháza; en rumano: Craia; en alemán: Königsfeld an der Theiß).

## Geografía
Korolevo se encuentra a orillas del río Tisza, 9 km al este de Vinojrádiv.

## Historia
El lugar fue mencionado por primera vez por escrito en 1262 como Domus Regalis. Durante el reinado de Esteban I de Hungría, ya existía un poblado alemán en el sitio. Se construyó un pabellón de caza real en el cerro, y la ciudad fue nombrada a partir de él: Királyháza, su nombre húngaro original que fue más tarde traducido al eslavo Korolev, literalmente significa "la casa del rey". En el siglo XIV un castillo de piedra llamado Nyalab fue construido en el sitio del pabellón de caza. En 1312, Carlos I de Hungría la arrebató a los Borsáks con un asedio. En 1355, el asentamiento recibió privilegios reales y sirvió durante mucho tiempo como lugar de vacaciones para las reinas húngaras. En 1514 el ejército campesino asedió el castillo y el pueblo. Los antiguos pobladores sajones del pueblo se fueron en el siglo XVI y posteriormente llegaron los habitantes rutenos. 
Királyháza fue destruida por los turcos en 1661 y por los tártaros en 1717. El 16 de junio de 1872 se inauguró el tramo Satu Mare-Bushtino del ferrocarril del noreste de Hungría, que pasaba por Korolevo. 
En 1910, la población era de 3.167 habitantes (2224 eran húngaros y 932, rutenos) y era parte del condado de Ugocsa. En 1918 Korolevo se incorporó a la entonces recientemente establecida Checoslovaquia. Durante la Primera República checoslovaca había un notario municipal, una comisaría de policía y una oficina de correos.
Durante la Segunda Guerra Mundial, los judíos y los gitanos fueron deportados, y después de la guerra, algunos regresaron. En 1944, cerca del final de Segunda Guerra Mundial, termina perteneciendo a la RSS de Ucrania, entonces parte de la URSS, como parte de la Rutenia subcarpática. En 1947 recibió el asentamiento de tipo urbano.
En 2023, la localidad perdió el estatus de asentamiento de tipo urbano debido a la eliminación de este estatus administrativo.

## Demografía
La evolución de la población de Korolevo entre 1910 y 2022 fue la siguiente:
| 3167                                                          | 4608 | 9896 | 9896 | 10 385 |
| (Fuente: Cities & Towns of Ukraine y UKRAINE: Größere Städte) |      |      |      |        |

Según el censo de 2001, la lengua materna de la mayoría de los habitantes, el 93,61%, es el ucraniano; del 5,15% es el húngaro; y el ruso es del 1,15%.

## Infraestructura

### Arquitectura, monumentos y lugares de interés
El pueblo cuenta con las ruinas del castillo de Nyalábvár y una iglesia católica de estilo barroco, de origen en el siglo XIII.

### Transporte
Korolevo es la parada final del tren transfronterizo Oradea-Satu Mare-Korolevo y parte de la línea Bátiovo-Solótvino.

## Galería

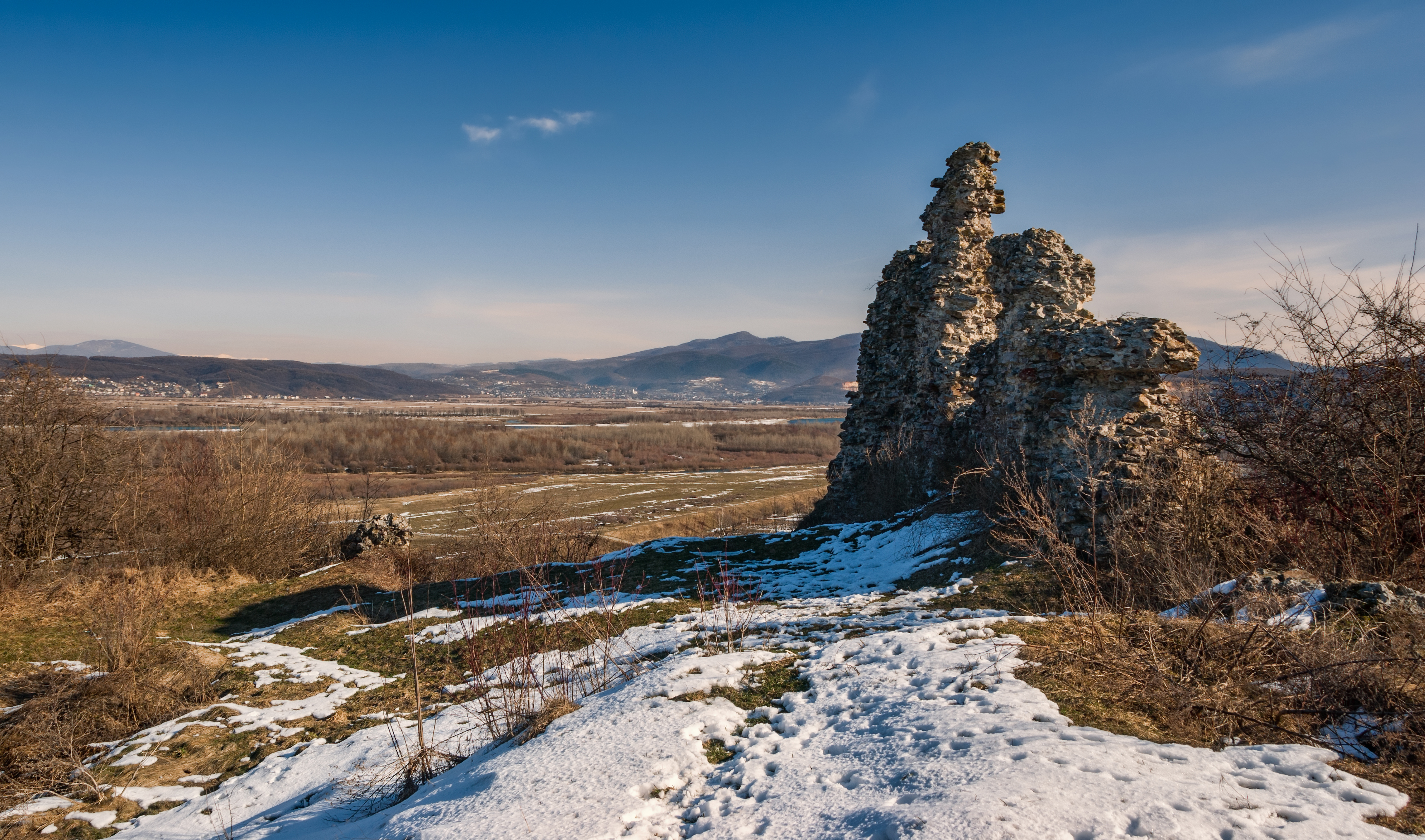
Castillo en Korolevo
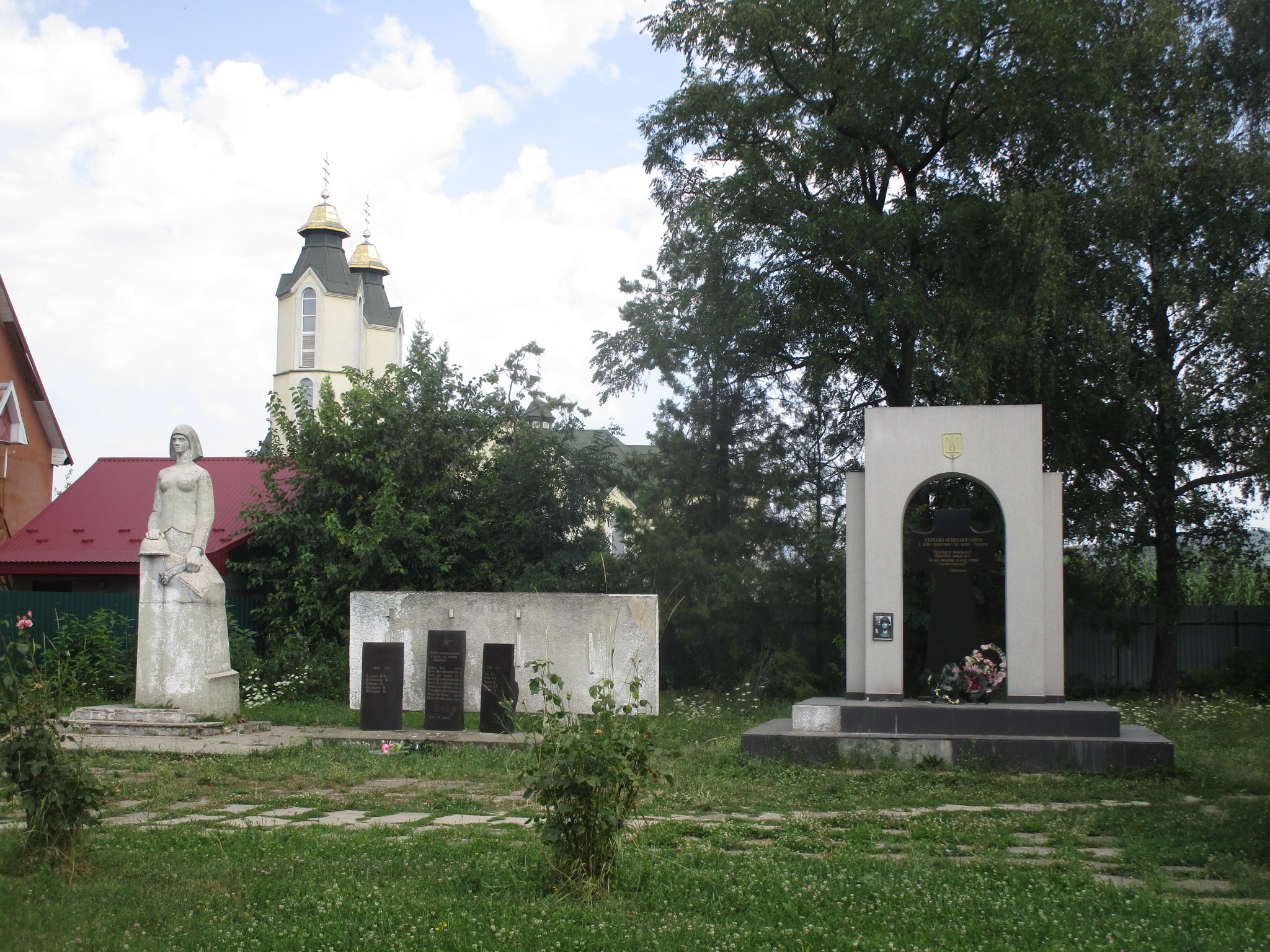
Memorial de la Segunda Guerra Mundial
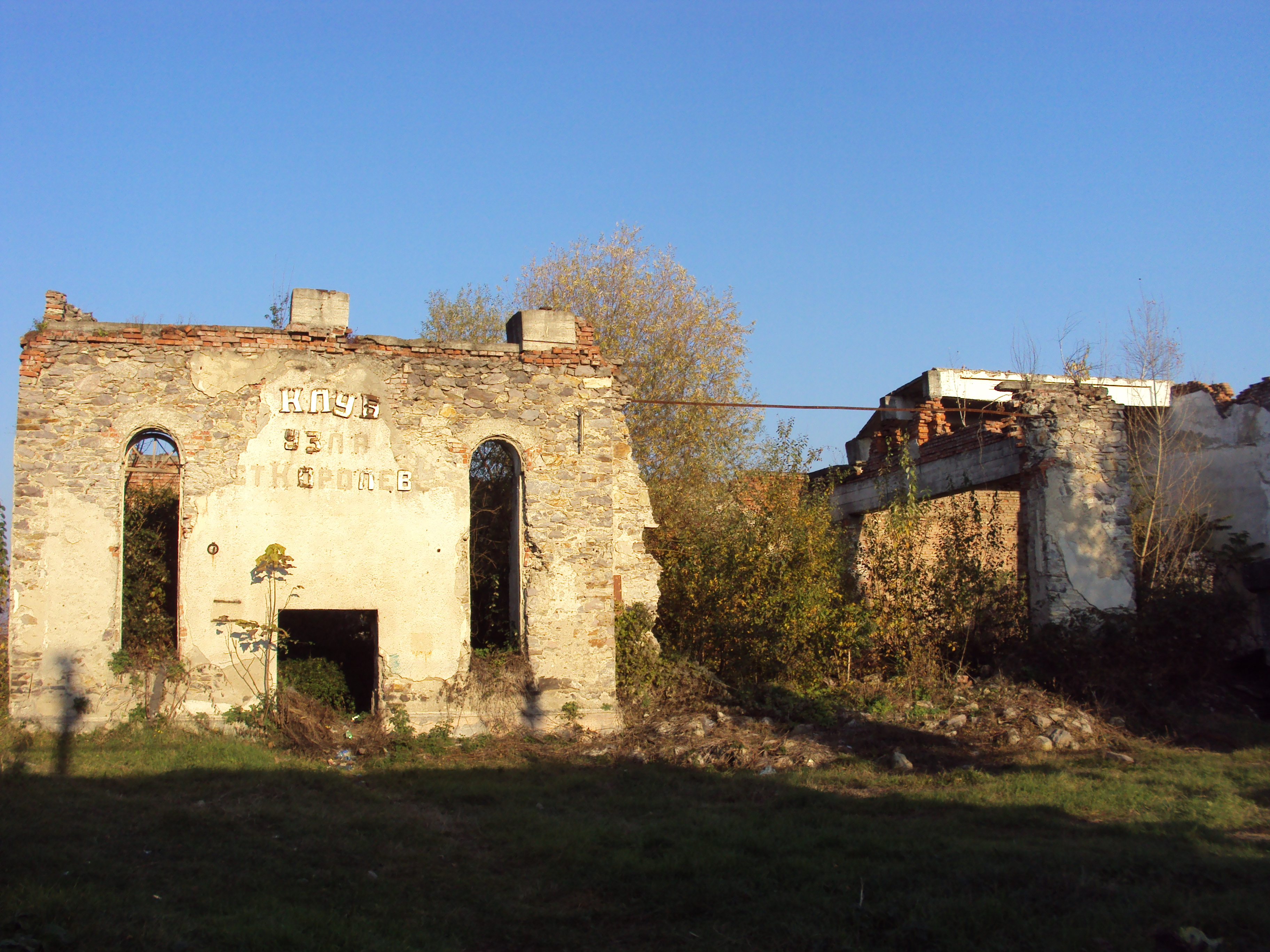
Ruinas de la sinagoga local
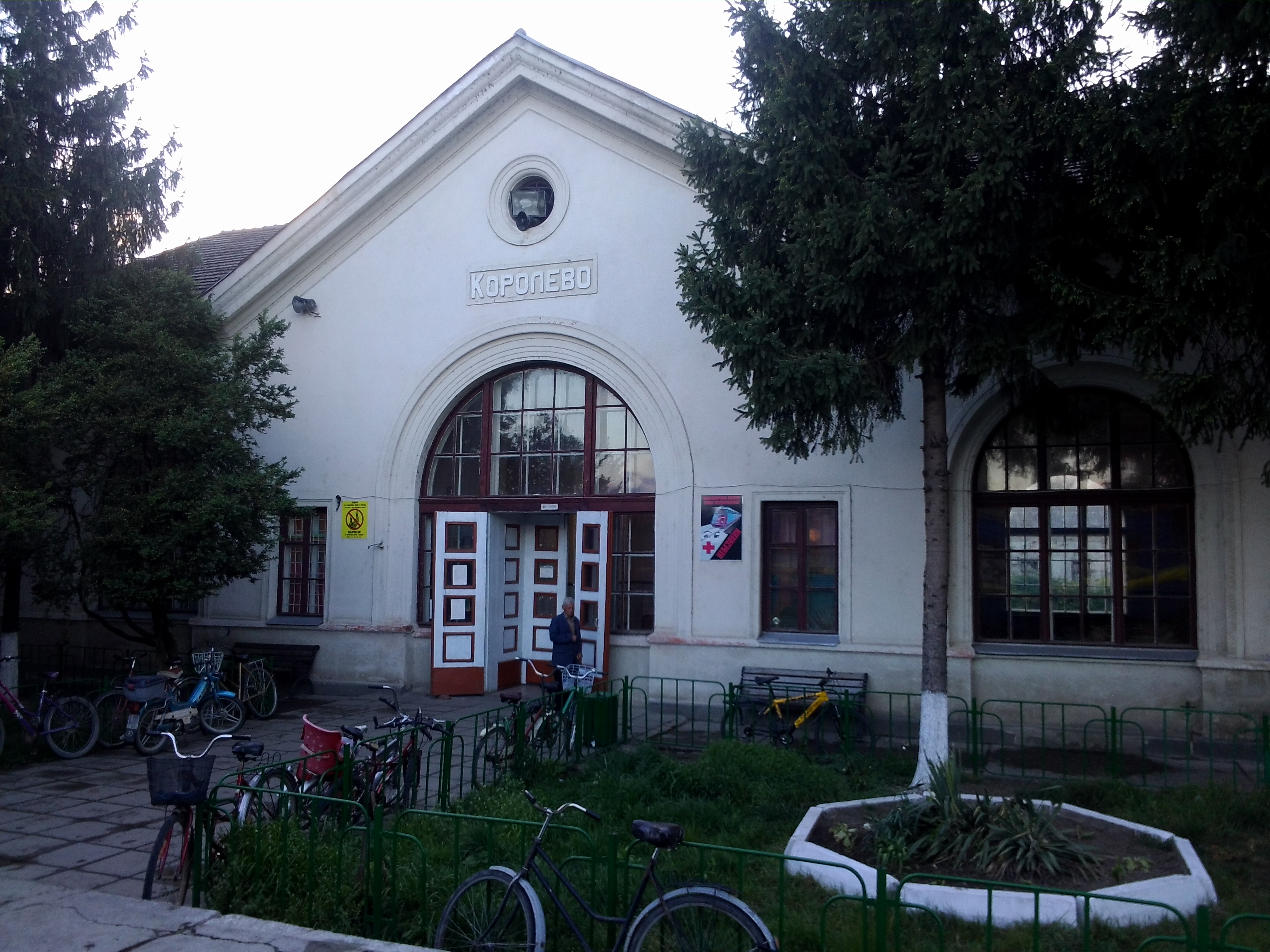
Estación de trenes de Korolevo
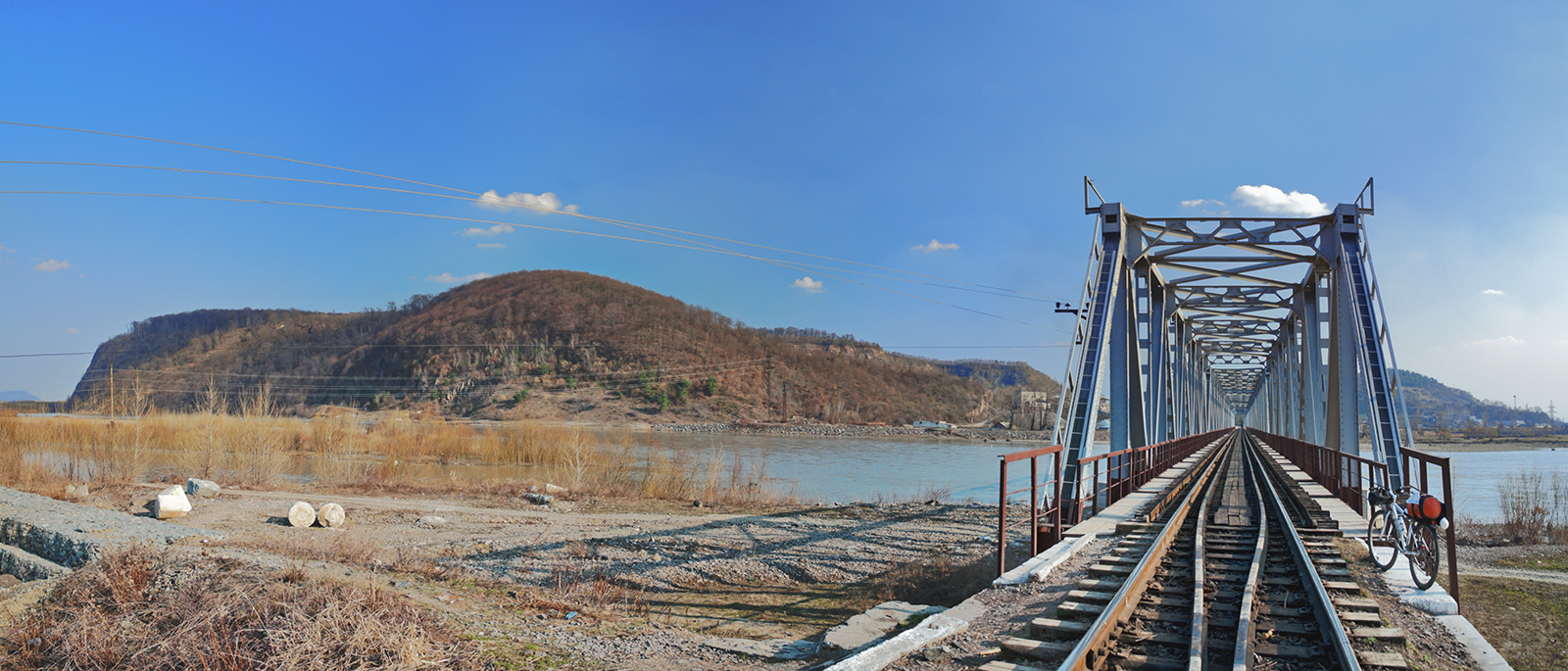
Cruce ferroviario del río